# Anagrus delicatus
Anagrus delicatus is een vliesvleugelig insect uit de familie Mymaridae. De wetenschappelijke naam is voor het eerst geldig gepubliceerd in 1936 door Dozier.